# Campionati mondiali di ginnastica artistica 2009 - Volteggio maschile
La finale di specialità al volteggio ai Campionati Mondiali si è svolta alla North Greenwich Arena di Londra, Inghilterra il 18 ottobre 2009. Marian Drăgulescu vince la terza medaglia d'oro della competizione.

## Podio

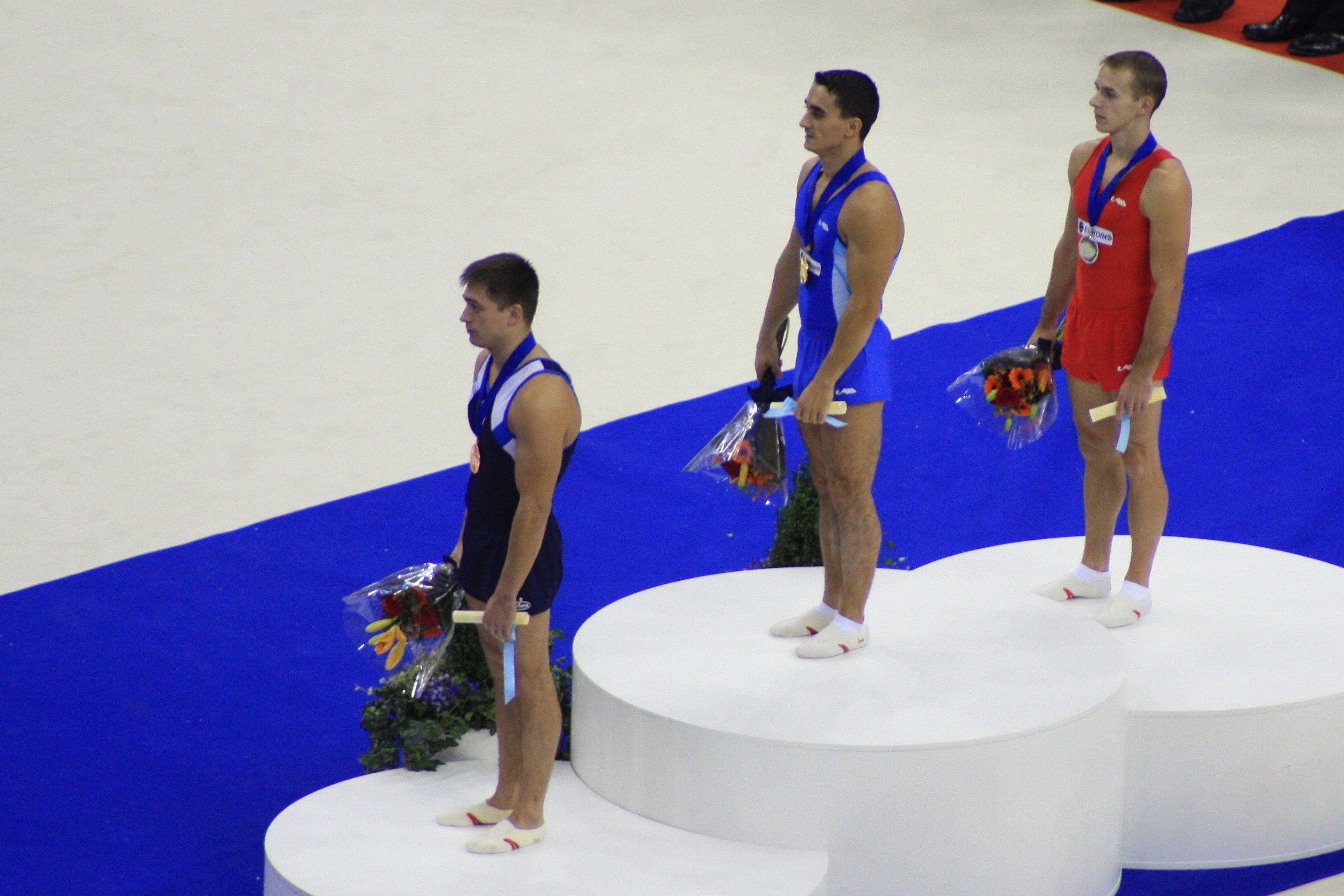
Il podio: Anton Golotsutskov (sinistra), Marian Drăgulescu (centro) e Flavius Koczi.

| Oro                       | Argento               | Bronzo                    |
| Marian Drăgulescu Romania | Flavius Koczi Romania | Anton Golotsutskov Russia |

## Partecipanti
|             | Nome              | Nazionalità | Data di Nascita | Età     |
| ----------- | ----------------- | ----------- | --------------- | ------- |
| Più giovane | Flavius Koczi     | Romania     | 26/08/87        | 22 anni |
| Più vecchio | Marian Drăgulescu | Romania     | 18/12/80        | 28 anni |

## Classifica
| Pos.    | Ginnasta            | D. Score     | E. Score     | Penalità     | 1° Parziale  | D. Score     | E. Score     | Penalità     | 2° Parziale  | Totale |
| ------- | ------------------- | ------------ | ------------ | ------------ | ------------ | ------------ | ------------ | ------------ | ------------ | ------ |
| Oro     | Marian Drăgulescu   | 7.000        | 9.550        | —            | 16.550       | 7.200        | 9.400        | —            | 16.600       | 16.575 |
| Argento | Flavius Koczi       | 7.000        | 9.375        | —            | 16.375       | 7.000        | 9.300        | —            | 16.300       | 16.337 |
| Bronzo  | Anton Golotsutskov  | 7.000        | 9.375        | —            | 16.375       | 7.000        | 9.200        | —            | 16.200       | 16.287 |
| 4       | Matthias Fahrig     | 7.000        | 8.925        | 0.1          | 15.825       | 6.600        | 9.275        | —            | 15.875       | 15.850 |
| 5       | Thomas Bouhail      | 7.000        | 8.350        | 0.1          | 15.250       | 7.000        | 9.300        | —            | 16.300       | 15.775 |
| 6       | Isaac Botella Perez | 6.600        | 9.200        | —            | 15.800       | 6.600        | 9.000        | 0.1          | 15.500       | 15.650 |
| 7       | Ri Se Gwang         | 7.200        | 8.375        | —            | 15.575       | 7.000        | 9.125        | 0.4          | 15.725       | 15.650 |
| 8       | Jeffrey Wammes      | 6.600        | 9.350        | —            | 15.950       | 6.600        | 8.300        | —            | 14.900       | 15.425 |
| Pos.    | Ginnasta            | 1° Rotazione | 1° Rotazione | 1° Rotazione | 1° Rotazione | 2° Rotazione | 2° Rotazione | 2° Rotazione | 2° Rotazione | Totale |